# География Таджикистана
Таджикистан расположен в Центральной Азии. Не имеет выхода к Мировому океану.
Общая протяжённость границ Таджикистана составляет 3 651 км. Страна имеет границы с Афганистаном (1356 км), Узбекистаном (910 км), Кыргызстаном (630 км), Китаем (519 км).

## Физико-географическое положение
93 % территории Таджикистана из 142 970 км² занимают горы, относящиеся к горным системам Средней Азии — Памирской и Тянь-Шаньской. На северной границе располагается Ферганская котловина, длиной 300 км и шириной до 170 км. Максимальная протяжённость с северо-запада на юго-восток составляет 700 км, с севера на юг — 350 км. Преобладает травянистая и полукустарниковая растительность.

## Почвенный покров
Почвенный покров отличается большой пестротой и своеобразием. Ему свойственно высотно-поясное размещение. По вертикальному профилю здесь выражены следующие пояса:
- Равнинно-низкогорный, с сероземными почвами;
- Среднегорный, с горными коричневыми;
- Высокогорный, с высокогорными лугово-степными, степными, пустынно-степными, занговыми, пустынными почвами;
- Нивальный, не сформировавшиеся скелетные почвы в трещинах высокогорных скал, ложбин и др.

## Климат
Климат субтропический (в некоторых регионах умеренный) со значительными суточными и сезонными колебаниями температуры воздуха, малым количеством осадков, сухостью воздуха и малой облачностью. Средняя температура января колеблется от +2…−2 °C в долинах и предгорьях юго-запада и севера республики до −20 °C и опускается ниже на Памире. Абсолютный минимум температуры достигает −63 °C на Памире (Булункуль). Средняя температура июля от 30 °C в пониженных долинах юго-запада до 0 °C и ниже на Памире. Абсолютный максимум температуры составляет 48 °C (Нижний Пяндж).

## Озёра

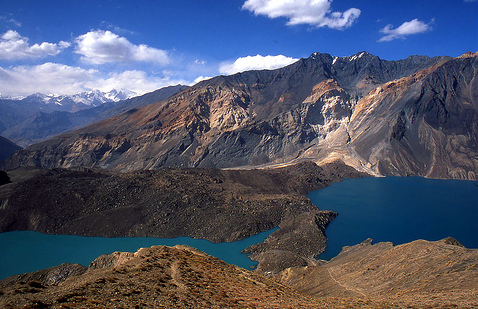
Сарезское озеро

Крупнейшие озёра — Каракуль, Яшилькуль, Шоркуль, Булункуль, Сарезское озеро, Искандеркуль, Зоркуль, Кайраккумское водохранилище.

## Месторождения
На севере Таджикистана, в Согдийской области расположено одно из крупнейших в мире месторождений серебра — Большой Конимансур.

## Охраняемые территории
По состоянию на 2004 год все природоохранные территории Таджикистана занимают суммарную площадь 3,1 млн га или 22 % территории республики и включают в себя 4 заповедника общей площадью 173 418 га, 13 заказников на площади 313 260 га, 1 национальный парк общей площадью 2,6 млн га, 1 историко-природный парк — 3 000 га и 1 природный парк — 3 805 га.

### Заповедники
- «Тигровая балка» (площадь — 49 700 га);
- «Ромит» (площадь — 16 100 га);
- «Дашти Джум» (площадь — 19 700 га);
- «Зоркуль» (площадь — 87 700 га).

### Национальные и природные парки
- Таджикский национальный парк;
- Ширкентский историко-природный парк;
- Сари-Хосорский природный парк.
- Ягнобский национальный природный парк

## Кандидаты в объекты Всемирного наследия ЮНЕСКО
В ходе 34-й сессии Комитета Всемирного наследия ЮНЕСКО, которая проходила с 25 июля по 3 августа 2010 года в Бразилии), наряду с культурным наследием Саразм была представлена и кандидатура Национального парка Таджикистана для внесения в Список природного наследия. В Предварительный список внесено (на 2012 год) 16 наименований среди которых есть и природные парки и заповедники Таджикистана:
- Таджикский национальный парк
англ. Tajik National Park,
- Фанские горы
англ. Fann mountains,
- Заказник Кусавлисай
англ. Zakaznik Kusavlisay,
- Государственный заповедник Дашти-Джум
англ. State reserve Dashti Djum,
- Государственный заповедник Зоркуль 
англ. Zorkul State Reserve[4]